# Marco Velo
Marco Velo (født 9. marts 1974) er en italiensk tidligere professionel landevejsrytter.